# Actinot
Actinotul este un amfibol, adică un mineral silicat cu formula chimică Ca2(Mg,Fe)5Si8O22(OH)2.

## Istoric

### Etimologie
Numele actinotului provine din cuvântul grecesc aktis (ἀκτίς), ceea ce înseamnă rază, din cauza habitusului mineralului sub formă fibroasă sau radiară (însă, aktis mai poate face referire la elementul chimic actiniu) 

### În vechime
Numele vechi al mineralului era uralit. Această denumire este utilizată în prezent pentru o mixtură de piroxeni compusă și din actinot.

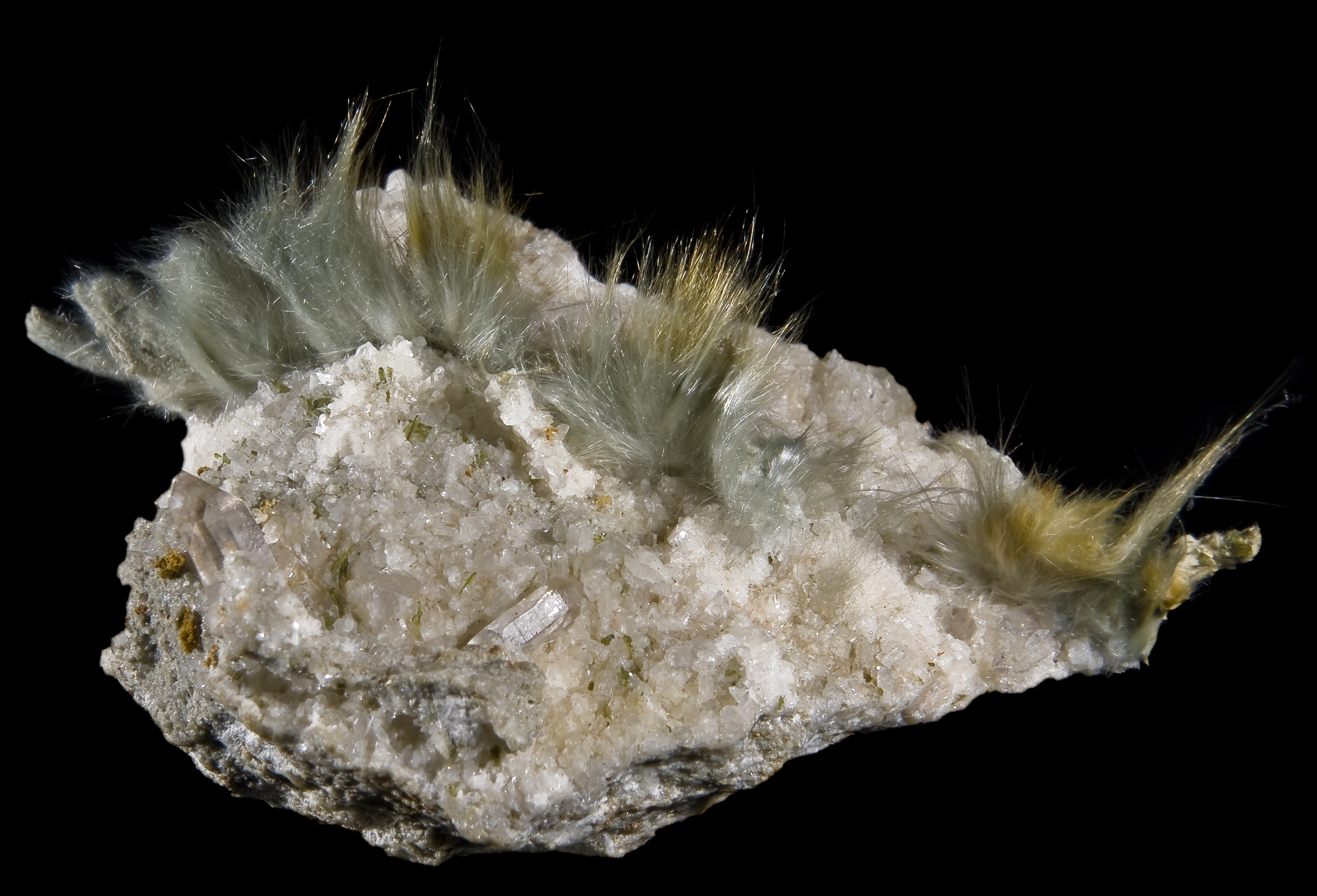
hellgrüner Byssolith

## Mineralogie
Actinotul este un membru intermediar al unei serii de soluții solide între tremolit (conține magneziu) cu formula chimică. Ca2Mg5Si8O22(OH)2 și fero-actinot (conține fier) cu formula chimică Ca2Fe5Si8O22(OH)2.

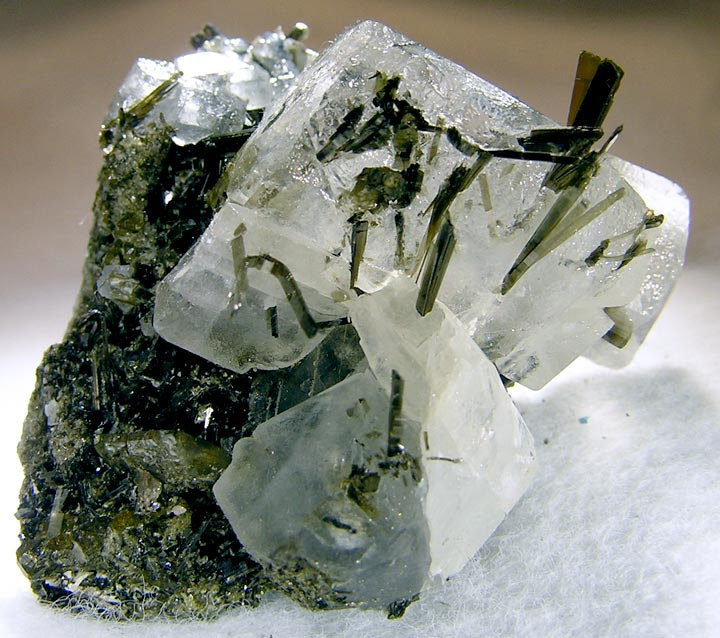
Aktinolith und Calcit aus dem Shigartal, Skardu,, Pakistan

## Origini și răspândire
Actinotul este un mineral comun în rocile metamorfice, dar și în roci vulcanice intruzive. Se formează, de asemenea, în urma procesului de metamorfism a calcarelor bogate în magneziu.

## Proprietăți

### Geologice
Unele forme și varietăți de actinot sunt folosite la bijuterii. Unul dintre aceste varietăți este nefritul (la rândul lui, una dintre cele două varietăți de jad, printre care și jadeitul).
O altă formă gemologică este chatoyantul  său, sub numele de ochi de pisică-actinot.

#### Habitus
Actinotul formează cristale lungi, sub formă de coloane sau ace (habitus acicular). Mineralul prezintă cristale gemene.

### Chimice
Actinotul reacționează greu cu acizii.

## Date structurale

### Parametrul celulei
AO = 9.779 la 9.803, bo = 18.021 la 18.083, ca = 5.285 la 5.292, β = 104o18 '- 104o21 ; Z = 2

### Grupă spațială
Grupa spațială a actinotului este C2 / m.

### Descrierea structurii
Actinotul este izomorf cu tremolitul. Elementul magneziu din compoziția sa este înlocuit parțial de fier2+.